# 梁慧珉案
梁慧珉案是發生於1992年的一場洩密案。1992年9月30日，香港《快報》女記者梁慧珉採訪中共「十四大」會議。會議結束後，她申請採訪日本天皇明仁訪華，被當局拒絕，正準備動身返回香港前，於10月15日凌晨，5名自稱北京市政府的人員進入她下榻的松鶴酒店，將其拘捕。
新華社隨後發出文稿，指梁慧珉9月底抵北京後，賄賂一名國家公職人員新華社副主編吳士深，取得江澤民「十四大」報告（絕密級）送審稿。同年10月，吳士深叫人將這份文件傳送到香港給《快報》一名編輯部主任，該主任收到文件副本後，立即通知身在北京的梁慧珉，將她保留的文件複印本銷毀，她在酒店洗手間燃燒文件時，酒店工作人員曾往房間查問。10月5日，《快報》全文刊登了江澤民「十四大」報告。
梁慧珉被拘留期間，《快報》高層人員赴北京營救，到了10月31日，新華社發稿指梁慧珉認罪態度良好，會把她釋放，限令在一段時間內離開北京，並且兩年內禁足中國大陸，她於同年11月返回香港。至於向梁慧珉提供消息的吳仕深及他的妻子馬濤，則分別被北京市中級人民法院判無期徒刑及有期徒刑六年。
梁慧珉回港後，並無講述這次事件的始末。過去曾多次批評中國政府壓制新聞自由的香港記者協會，當時對案件的評價：「本會認為，預先披露亦不會影響國家安全，頂多令政府尷尬，不應以國安法治罪。即使梁慧珉以金錢換取有關資訊，亦只可以涉嫌賄賂罪名審理。 」
2005年7月，吳士深提前假釋出獄。

## 相關人物
- 吳士深，1980年代初畢業於上海復旦大學新聞系，後到新華社工作，1991年成為副主編。在「十四大」期間擔任新華社國內部副主編。其妻馬濤畢業於成都西南醫學院，後來成為中國健康教育雜誌社編輯。

- 梁慧珉，資深香港傳媒人，曾在《快報》、《星島日報》等多間香港傳媒機構任職，曾採訪過包括六四事件在內的重大新聞。2003年加盟香港寬頻，協助創立香港寬頻數碼電視，並擔任香港新聞台主管，於2008年離職。之後前往屯門的珠海學院任教。其丈夫司徒元是有線電視新聞部中國組總監，其家翁司徒強曾為新華社香港分社外事部副部長，而司徒強之胞兄，則為已故支聯會主席兼立法會議員、泛民主派元老司徒華。